# 基隆市高級中等學校列表
以下行政區依郵遞區號排列，學校依筆劃排列。

## 仁愛區
（區內無高級中等學校）

## 信義區
| # | 學校名稱                           | 學校地址    | 網址                                                                    | 備註               |
| 1 | 基隆市私立光隆高級家事商業職業學校 | 信二路264號 | https://web.archive.org/web/20071110203927/http://www.klhcvs.kl.edu.tw/ | 私立；附設進修學校 |
| 2 | 國立基隆女子高級中學               | 東信路324號 | http://www.klgsh.kl.edu.tw （页面存档备份，存于）                       | 國立；女校         |
| 3 | 基隆市私立培德高級工業家事職業學校 | 培德路73號  | http://www.ptvs.kl.edu.tw （页面存档备份，存于）                        | 私立               |

## 中正區
| # | 學校名稱                                 | 學校地址    | 網址                                                                  | 備註                         |
| 1 | 基隆市私立二信高級中學                   | 立德路243號 | https://web.archive.org/web/20070911203714/http://www.essh.kl.edu.tw/ | 私立；完全中學、附設職業類科 |
| 2 | 國立臺灣海洋大學附屬基隆海事高級中等學校 | 祥豐街246號 | http://www.klms.ntou.edu.tw （页面存档备份，存于）                    | 國立；附設進修學校           |
| 3 | 基隆市立八斗高級中學                     | 新豐街100號 | http://bdjh.kl.edu.tw （页面存档备份，存于）                          | 市立；完全中學               |

## 中山區
| # | 學校名稱               | 學校地址    | 網址                                             | 備註                                       |
| 1 | 基隆市立中山高級中學   | 文化路162號 | http://csjh.kl.edu.tw （页面存档备份，存于）     | 市立；完全中學                             |
| 2 | 基隆市輔大聖心高級中學 | 西定路166號 | http://www.shsh.kl.edu.tw （页面存档备份，存于） | 私立；完全中學、附設職業類科、附設進修學校 |

## 安樂區
| # | 學校名稱             | 學校地址    | 網址                                                                 | 備註           |
| 1 | 基隆市立安樂高級中學 | 安一路360號 | https://aljh.kl.edu.tw/（页面存档备份，存于） （页面存档备份，存于） | 市立；完全中學 |

## 暖暖區
| # | 學校名稱             | 學校地址    | 網址                                                                    | 備註                                     |
| 1 | 國立基隆高級中學     | 源遠路20號  | http://www.klsh.kl.edu.tw/（页面存档备份，存于） （页面存档备份，存于） | 國立；男女合校，另有美術班音樂班與體育班 |
| 2 | 基隆市立暖暖高級中學 | 暖中路112號 | http://www.nnjh.kl.edu.tw （页面存档备份，存于）                        | 市立；完全中學                           |

## 七堵區
| # | 學校名稱                 | 學校地址   | 網址                                               | 備註                         |
| 1 | 國立基隆高級商工職業學校 | 東新街22號 | http://www.klcivs.kl.edu.tw （页面存档备份，存于） | 國立；綜合高中，附設進修學校 |
| 2 | 國立基隆特殊教育學校     | 堵南街20號 | http://www.klses.kl.edu.tw （页面存档备份，存于）  | 國立；特殊教育學校           |